# 渡辺建
渡辺 建（わたなべ けん、渡邉建、1953年6月28日 - ）は、日本のベーシスト。東京都杉並区出身。フュージョンバンドのプリズムの元メンバーである。

## 略歴
1975年に、和田アキラらと共にフュージョンバンド、プリズムを結成し、プロとしての活動をスタートさせた。
その後、彼はラテン・ジャズのバンドである松岡直也&ウィッシングに参加している。
ウィッシングには村上秀一（村上ポンタ秀一）、向井滋春らも参加した。萩原健一は渡辺建のベース・プレイについて、現代はリズムのノリが軽くなっており、渡辺の柔軟なベース演奏は時代に合っていると評している。
2011年7月、グッチ裕三とグッチーズに正式加入した。この他、他アーティストのレコーディングやミュージカル等のセッションなどにも多数参加している。

## 使用楽器
- ヤマハ BB-3000
- ヤマハ BB-5000
- ヤマハ BX-5（フレッテッド・タイプ）
- ヤマハ BX-5（フレットレス・タイプ）
- ヤマハ BX-5（フレットレス&フレッテッドWネック）
- ヤマハ TRB-6（フレッテッド・タイプ）
- ヤマハ TRB-6（フレットレス・タイプ）

## ディスコグラフィ
プリズム
本多俊之
- イージー・ブリージング（1980年）

松岡直也  & Wising
- THE SHOW（1981年）
- DANZON（1981年）

渡辺香津美
- MOBO倶楽部（1984年）
- 桜花爛漫（1986年）

聖飢魔II
- 聖飢魔II〜悪魔が来たりてヘヴィメタる（1985年）※プロデューサーとしての参加

DUOLOGUE
- For Your Ears Only（1997年）